# Apollo 10
Apollo 10 a fost a patra misiune spațială cu echipaj uman din Programul Apollo și a doua (după Apollo 8) care a orbitat Luna. A avut loc în mai 1969 și a fost o „repetiție” pentru prima aterizare pe Lună, testând toate componentele și procedurile cu excepția aselenizării propriu-zise. Astronauții  Thomas Stafford și Gene Cernan au zburat cu Modulul Lunar Apollo (LM) pe o orbită de coborâre, situată la 15,6 km de suprafața lunară, punctul în care urma să înceapă coborârea pentru aterizare. După ce a orbitat Luna de 31 de ori Apollo 10 a revenit în siguranță pe Pământ, iar succesul său a permis prima aterizare reală (Apollo 11) două luni mai târziu.